# 方溪乡
方溪乡，是中华人民共和国浙江省丽水市缙云县下辖的一个乡镇级行政单位。

## 行政区划
方溪乡下辖以下地区：
深坑村、八迭岭村、方溪村、上陆村和北坑村。